# Амберд
Амберт е средновековен хълм и крепост в планината Арагац, Армения.
Крепостта е трудно достижима, разположена на около 2200 метра над пропаст. В резултат на това на мястото не са извършени много разкопки. Феодални замъци като Амберд често са строени на територията на Армения, за да защитят земята си от римляни, парти, византийци, перси, монголи и турци. През 10 век е възстановен от Вахрам Пахлавуни, който добавя дебели каменни стени и три бастиона по билото на Арагац.
- Баня в крепостта
- Църква в крепостта